# Pirata mossambicus
Pirata mossambicus là một loài nhện trong họ Lycosidae.
Loài này thuộc chi Pirata. Pirata mossambicus được Carl Friedrich Roewer miêu tả năm 1960.